# 武将
武將是指統率軍隊的首領，主要負責軍事。與之相對的是文臣。

## 概要
在春秋、戰國時代已經有該稱呼，泛指武官。
在日本戰國時代，多數指統率從武士和農民、町人中徵用的足輕的戰國大名和其家臣（戰國武將）。率領小部隊的則被稱為部將。